# Ilse Fuskova
Ilse Fusková Kornreich (11 tháng 6 năm 1929 – 27 tháng 6 năm 2024) là một nhà hoạt động đồng tính nữ quyền, và nhà báo người Argentina.

## Tiểu sử
Fuskova là người phụ nữ đầu tiên công khai tuyên bố rằng bà là một người đồng tính nữ trên truyền hình Argentina. Điều này xảy ra vào năm 1991, khi Mirtha Legrand mời Fuskova tham gia vào một bữa trưa của cô. Nó được cho là chương trình được xem nhiều nhất trong năm. Lúc đó Fuskova đã kết hôn; bà đã có ba đứa con.
Năm 1984, bà ly hôn và trong năm sau, bắt đầu một phong trào nữ quyền đồng tính nữ. Bà là đồng biên tập của Cuadernos de Existencia Lesbiana (tạp chí Lesbian Existence) với Adriana Carrasco, ấn bản đầu tiên được phát hành ngày 8 tháng 3 năm 1987. Vào những năm 1990, bà tham gia tổ chức Gays bởi los Derechos Civiles (Gays for Civil Rights) với Carlos Jauregui. Bà là người chuyên tổ chức các hoạt động đồng tính nữ, đồng tính nói chung và là nhà hoạt động chuyển giới đầu tiên đã phát triển lễ diễu hành Marcha del Orgullo LGBT de Buenos Aires đầu tiên (Lesbian-Gay Pride Parade), tháng 6 năm 1992. Trong 20 năm, bà có mối quan hệ tình cảm với Claudina Marek, cũng hoạt động trong giới hoạt động đồng tính nữ. Cùng nhau họ xuất bản vào năm 1994, một cuốn sách dựa trên cuộc trò chuyện với Silvia Schmid, cuốn sách này tên là Amor de Mujeres. El lesbianismo en la Argentina, hoy (Tình yêu của phụ nữ. Đồng tính nữ ở Argentina, hôm nay). Fuskova đã được vinh danh tại Primer Encuentro Nacional de Mujeres Lesbianas y Bisexuales de Rosario" (Phụ nữ ở tầm quốc gia đầu tiên thuộc giới lesbian và lưỡng tính của Rosario) trong năm 2008.
Trong những năm gần đây, bà cũng tập trung vào chủ nghĩa môi trường và có mối quan hệ với một người đàn ông đồng tính. Vào năm 2015, bà được Cơ quan Lập pháp Buenos Aires vinh danh là Công dân của Thành phố Buenos Aires.

## Sách tham khảo
- Bergmann, Emilie L. (1995). Entiendes?: Queer Readings, Hispanic Writings. Duke University Press. ISBN 0-8223-1615-3.
- Díez, Jordi (ngày 5 tháng 5 năm 2015). The Politics of Gay Marriage in Latin America: Argentina, Chile, and Mexico. Cambridge University Press. ISBN 978-1-316-30072-5.